# (15434) Mittal
(15434) Mittal (1998 VM25) – planetoida z pasa głównego asteroid okrążająca Słońce w ciągu 3,47 lat w średniej odległości 2,29 j.a. Odkryta 10 listopada 1998 roku.